# Kroatische Badmintonmeisterschaft 2014
Die Kroatische Badmintonmeisterschaft 2014 fand vom 1. bis zum 2. Februar 2014 in Velika Gorica statt.

## Medaillengewinner
| Disziplin    | Gold                               | Silber                             | Bronze                          |
| ------------ | ---------------------------------- | ---------------------------------- | ------------------------------- |
| Herreneinzel | Zvonimir Đurkinjak                 | Josip Uglešić                      | Filip Špoljarec                 |
| Herreneinzel | Zvonimir Đurkinjak                 | Josip Uglešić                      | Zvonimir Hölbling               |
| Dameneinzel  | Dorotea Sutara                     | Maja Pavlinić                      | Matea Čiča                      |
| Dameneinzel  | Dorotea Sutara                     | Maja Pavlinić                      | Katarina Galenić                |
| Herrendoppel | Filip Špoljarec Zvonimir Đurkinjak | Igor Čimbur Zvonimir Hölbling      | Juraj Denžić Borna Drvodelić    |
| Herrendoppel | Filip Špoljarec Zvonimir Đurkinjak | Igor Čimbur Zvonimir Hölbling      | Dasen Jardas Neven Rihtar       |
| Damendoppel  | Matea Čiča Staša Poznanović        | Maja Pavlinić Dorotea Sutara       | Jelena Bobinac Maja Knežević    |
| Damendoppel  | Matea Čiča Staša Poznanović        | Maja Pavlinić Dorotea Sutara       | Dora Dragčević Katarina Galenić |
| Mixed        | Zvonimir Đurkinjak Matea Čiča      | Zvonimir Hölbling Staša Poznanović | Igor Čimbur Iva Majstrović      |
| Mixed        | Zvonimir Đurkinjak Matea Čiča      | Zvonimir Hölbling Staša Poznanović | Dominik Doko Ivona Kozak        |